# Samira Mezeghrane
Samira Mezeghrane, née le 29 décembre 1979 à Tizi Ouzou, est une athlète algérienne naturalisée française, spécialiste du cross-country et des courses de fond.

## Biographie
Elle est naturalisée française en 2006.
Elle remporte une médaille de bronze par équipes aux Championnats d'Europe de cross-country 2006.
Elle est sacrée championne de France du 5 000 mètres en 2007.
Elle est championne de France de 10 km en 2007, en 2010 et championne de France du 10 000 mètres sur piste en 2018 (33 minutes et 20 secondes) et en 2020 (32 minutes, 35 secondes et 37 dixièmes).